# Schwarzer Hund
Ein Schwarzer Hund (englisch „black dog“) ist ein geisterhaftes Wesen, welches gehäuft im britischen Volksglauben, im deutschen Volksglauben sowie den Volkssagen des deutschsprachigen Raumes zu finden ist. Der Hund ist primär ein Nachtgespenst, und seine Erscheinung wird oftmals als Zeichen des Todes gewertet. Der Unterschied zu einem gewöhnlichen Hund besteht darin, dass der Schwarze Hund meist um einiges größer ist sowie unheimlich leuchtende Augen besitzt.

## Merkmale und Besonderheiten
Das Wesen wird oft mit Gewittern in Verbindung gebracht (wie zum Beispiel im Fall des Höllenhundes Black Shuck in Bungay), ebenso mit Kreuzungen, Hinrichtungsstätten und alten Pfaden. Im walisischen Bereich wird es überwiegend küstennahen Gemeinden zugeordnet, an der Küste Norfolks kommt die Kreatur bei Nacht aus dem dunklen Meer und wandert dann auf einsamen Straßen umher.
Es ist schwierig, genau festzustellen, wo die Legende des Schwarzen Hundes ihren Anfang nahm. In Frage kommen dafür die keltische Mythologie oder die germanische Mythologie, die beide Spuren in der britischen Kultur hinterlassen haben. In der gesamten europäischen Mythologie wurden Hunde als mit dem Tod verbunden assoziiert. Als Beispiele wären hier etwa Cŵn Annwn, Garm oder Zerberus aufzuzählen, welche alle auf die eine oder andere Weise Hüter einer Unterwelt waren. Scheinbar ist dies auf die Fressgewohnheiten der Hunde zurückzuführen, welche auch gerne Totes und Verwesendes auflesen und fressen. Aus diesen Glauben mag sich wohl auch der Schwarze Hund herausgebildet haben.
Fast immer sind Schwarze Hunde unheilbringend oder übelwollend, obwohl nur wenige von ihnen (wie etwa der Barghest) wirklich gezielt bösartig sind. Sie werden nicht nur als Todesomen, sondern auch oft als mit dem Teufel verbunden beschrieben. Jedoch gibt es trotzdem einige, wie etwa den Gurt Dog aus Somerset und den Schwarzen Hund von West Peak, die hilfreich sein können.

## Vorkommen und Arten

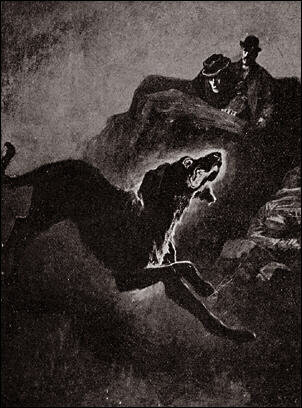
Eine literarische Bearbeitung des Motivs vom dämonischen Schwarzen Hund findet sich in der Detektivgeschichte um Sherlock Holmes: Der Hund von Baskerville.

Die erste bekannte Schilderung eines Geisterhundes in der westlichen Welt stammt aus den Annalen von St. Bertin (Annales Bertiniani), einem Geschichtswerk, das während des 9. Jahrhunderts im Westfrankenreich entstand. Während einer Messe des Bischofs Theutgaud im Jahr 857 sei nach dieser Schilderung das Böse in Gestalt eines schwarzen Hundes aus den Tiefen der Erde in den christlichen Sakralraum eingebrochen und habe die Menschen in Angst und Schrecken versetzt.
Zu dem bekanntesten Schwarzen Hunden zählen der Black Shuck aus East Anglia und der Barghest aus Yorkshire. Hier noch einige weitere Arten aus dem Volksglauben:
- Der Welthund, ein Geisterhund mit einem einzelnen roten Auge, bekannt insbesondere im Harz und im Braunschweiger Raum.
- Der Swatte Rüen im Münsterland
- In Wales gibt es den Gwyllgi, den „Hund der Finsternis“, eine fürchterliche Erscheinung eines Mastiffs mit üblem Atem und strahlend roten Augen.

- In Lancashire gibt es den meist weißen Geisterhund/-pferd Gytrash, oder auch Trash, Striker oder Shriker genannt.

- In Deutschland Der Geisterhund in der Mooslohe, Sage aus Weiden in der Oberpfalz, die roten Haare gesträubt und mit den Augen wie glühende Kohlen.[2]

- Auf der Isle of Man ist der Mauthe Doog oder Moddey Dhoo bekannt (eine Übersetzung des Schwarzen Hundes in Manx). Man glaubt, dass der pure Anblick des Hundes den sicheren Tod nach sich zieht.

- Auf der Kanalinsel Guernsey gibt es zwei Hunde. Der eine, Tchico (tchi-cho, zwei normannische Worte für Hund), hat keinen Kopf und wird für ein Phantom des früheren Gouverneurs von Guernsey, Gaultier de la Salle, gehalten, welcher gehängt wurde, weil er fälschlich einen seiner Vasallen angeklagt hatte. Der andere, Bodu oder Tchen Bodu (tchen bedeutet Hund in der Regionalsprache), ist Omen des Todes für den Beobachter oder einen nahen Anverwandten von ihm. Mehrere andere Erscheinungen werden beschrieben, meistens werden sie mit dem Ortsnamen hinter dem Begriff bête (was Tier, Bestie bedeutet) benannt.

- In Jersey nennt man den Schwarzen Hund des Todes ebenfalls Tchico, jedoch erzählt ein verwandter Glaube von Tchian d'Bouôlé (dem Schwarzen Hund von Bouley), einem Phantomhund der Stürmen vorangeht. Vermutlich wurde die Sage von Schmugglern verbreitet, um Leute, die sie eventuell bei ihren illegalen Geschäften überraschen könnten, von nächtlichen Unternehmungen abzuschrecken.

- In der Normandie glaubt man an den Hund Rongeur d'Os („Knochennager“).

- Der Teufelstrommler von Tedworth kann sich als großer schwarzer Hund zeigen.

- In Hertfordshire, gibt es einen schauerlichen Schwarzen Hund mit rot glühenden Augen, der angeblich in der Mitte der Straße spuken soll, wo einst der Galgen stand. Regional ist er als Lean Dog bekannt, und es wird behauptet, dass er der Geist eines zum Tode verurteilten Rauchfangkehrers ist. Wenn man dem Wesen zu nahe kommt, sinkt es in den Boden hinein.

- In Somerset kennt man den Gurt Dog, einen gutartigen Schwarzen Hund. Mütter erlaubten ihren Kindern, ohne Aufsicht auf den Quantock Hills zu spielen, weil sie glaubten, dass der Hund auf die Kinder achten würde.

- In Winchester ist der Schwarze Hund auch im Volksglauben verwurzelt.

- In Wakefield nennt man ihn Padfoot.

- Der Schwarze Hund von West Peak in Meriden ist insofern bemerkenswert, als er sich nicht als großer, furchterregender, sondern als kleiner, trauriger Hund zeigt. Er hinterlässt keine Spuren und gibt keinen Laut von sich, sogar wenn er augenscheinlich bellt. Auch scheint er ironischerweise menschliche Gesellschaft zu genießen, er ist sogar sehr hilfreich: Wenn man den Hund sieht, bringt er Glück; allerdings, wenn man ihn das zweite Mal zu Gesicht bekommt, verheißt dies Pech und beim dritten Mal soll der Tod folgen.

- Der „schwarze Hund“ kann auch als Metapher für Depressionen verstanden werden, welche durchaus in einen Dämon personalisiert werden kann. Winston Churchill z. B. beschrieb seine Depressionen als einen ihn begleitenden schwarzen Hund.[3][4]

## Belege
1. 1 2  Florian Schäfer, Janin Pisarek, Hannah Gritsch: Fabeltiere. Tierische Fabelwesen der deutschsprachigen Mythen, Märchen und Sagen. 1. Auflage. Böhlau, Köln 2023, ISBN 978-3-412-52757-0, S. 68.
2. ↑  Der Geisterhund in der Mooslohe
3. ↑  Paul Foley: ‘Black dog’ as a metaphor for depression: a brief history. Januar 2005, abgerufen am 21. Mai 2021 (englisch).
4. ↑  Martijn Balsters: Expression and perception of emotionsA caseof depression, sadness and fear - PhD Thesis. In: Tilburg University. 2013, abgerufen am 21. Mai 2021 (englisch).